# Flughafen Kisangani-Bangoka

i7
i11
i13
Der Flughafen Kisangani-Bangoka (französisch Aéroport International de Kisangani, IATA-Code: FKI, ICAO-Code: FZIC) ist der internationale Flughafen der Stadt Kisangani in der Demokratischen Republik Kongo. Er liegt etwa elf Kilometer östlich der Stadt.

## Betrieb
Der Flughafen wird durch die Fluggesellschaft Congo Airways mit Inlandszielen verbunden. Die ausländische Airline Ethiopian Airlines bietet als einzige Verbindungen nach Kisangani an.

## Zwischenfälle
- Am 21. November 1976 stürzte eine L-100-20 Hercules der Pacific Western Airlines (C-FPWX) bei Kisangani, Zaire ab. Die Piloten suchten nach einer Möglichkeit, die Maschine bei schlechter Sicht auf dem Flughafen Kisangani-Bangoka notzulanden, als ihre Maschine mit Bäumen und Termitenhügeln kollidierte. Dabei starben fünf von sechs Personen an Bord. Für eine Umkehr zu einem anderen Flughafen war nicht genug Kerosin an Bord (siehe auch Flugunfall der Pacific Western Airlines bei Kisangani).[1]

- Am 8. Juli 2011 verunglückte eine aus Kinshasa kommende, 45 Jahre alte Boeing 727-022 der Hewa Bora Airways (später flyCongo) (9Q-COP) beim Landeanflug auf den Flughafen Kisangani-Bangoka (Demokratische Republik Kongo). Von den 115 Menschen an Bord kamen 77 ums Leben (siehe Hewa-Bora-Airways-Flug 952).[2] Daraufhin wurde am 13. Juli die Fluglizenz von Hewa Bora Airways suspendiert, die jedoch bald als flyCongo weiterflog.[3]